# Vùng sản xuất rượu Tokaj
Vùng sản xuất rượu Tokaj (tiếng Hungary: Tokaji borvidék ) còn được gọi là vùng sản xuất rượu Tokaj-Hegyalja (gọi tắt là Tokaj-Hegyalja hoặc Hegyalja) là một khu vực sản xuất rượu vang lịch sử nằm ở phía đông bắc Hungary. Nó cũng là một trong bảy vùng rượu vang lớn nhất của Hungary (Hungary: vùng Tokaji borrégió). Hegyalja có nghĩa là "chân" trong tiếng Hungary, và đây chính là tên ban đầu của khu vực này.
Khu vực bao gồm 28 ngôi làng và 11.149 ha là các cánh đồng nho riêng biệt theo từng loại, trong đó có khoảng 5.500 hiện đang được trồng. Tokaj đã được công nhận là di sản thế giới vào năm 2002 với tên Cảnh quan văn hóa lịch sử của vùng sản xuất rượu nho Tokaj. Tuy nhiên, sự nổi tiếng của nó đã có từ rất lâu từ trước đấy bởi vì nó là quê hương của rượu Tokaji Aszú, rượu vang (được sản xuất nhờ loại nấm Botrytis cinerea) lâu đời nhất thế giới.
Do Hiệp ước Trianon, một phần nhỏ của vùng rượu vang lịch sử này bây giờ thuộc về Slovakia.

## Lịch sử
Không ai biết khi nào các loại rượu vang xuất hiện trong khu vực Tokaj. Ghi chép lịch sử cho thấy những vườn nho đã được trồng ở Tokaj vào đầu thế kỷ 12. Có bằng chứng khác lại cho rằng sản xuất rượu vang trong khu vực xuất hiện từ trước đó.
Một số chuyên gia cho rằng nghề trồng nho có thể đã bắt đầu trong khu vực Tokaj rất sớm, ngay khi người Celt xuất hiện, có nghĩa là từ trước Công nguyên. Một chiếc lá nho hóa thạch được tìm thấy tại Erdőbénye và có niên đại từ cuối thế kỷ thứ 3, sau đó nghề trồng nho lan sang La Mã. Người Xla-vơ đến khu vực này vào cuối thế kỷ thứ 6. Nguồn gốc cho cái tên "Tokaj" có thể là từ tiếng Slav "Stokaj", có nghĩa là "ngã ba" (tức là hợp lưu của sông Bodrog và Tisza). Các chuyên gia Slovakia cho rằng, người Xla-vơ có nghề trồng nho trước đó trong khu vực. Họ định cư ở Tokaj từ cuối thế kỷ thứ 9 và có một giả thuyết nghề trồng nho đã được biết đến khu vực phía đông từ trước, có thể do bộ lạc Kabar. Người Magyar dường như đã có một truyền thống cổ xưa về rượu vang (xem: Nguồn gốc của rượu vang Hungary). Một nguồn gốc có thể cho cái tên "Tokaj" là trong tiếng Armenia có nghĩa là "nho".

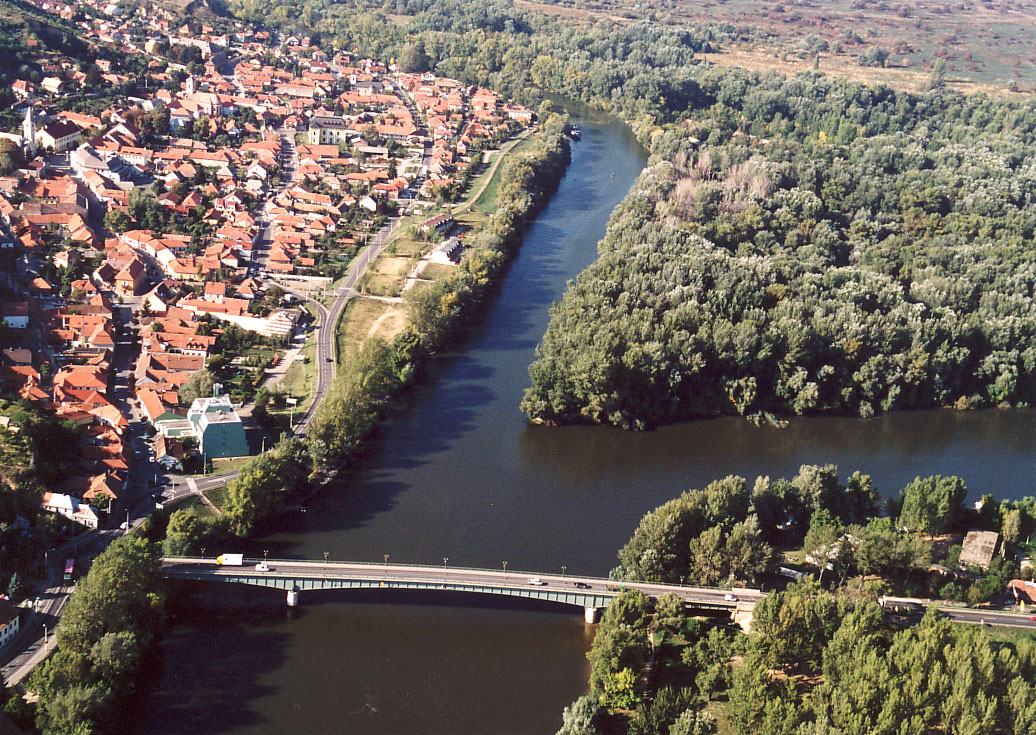
Sông Tisza và Bodrog ở Tokaj